# 兜山站
兜山站（日语：／ Kabutoyama eki */?）是位於京都府京丹後市久美濱町甲山，屬於WILLER TRAINS（京都丹後鐵道）宮豐線（愛稱為宮津線）的車站。車站編號為T23。本站在2014年經過京丹後市的「站之愛稱選定委員會」公開招募後，決定把愛稱定為「摩須郎女之里 兜山站」。

## 歷史
- 1962年（昭和37年）3月1日 - 宮津線丹後神野站（現時：小天橋站）至久美濱站之間開設甲山站（日语：／）。
- 1987年（昭和62年）4月1日 - 伴隨國鐵分割民營化，車站由西日本旅客鐵道（JR西日本）營運。
- 1990年（平成2年）4月1日 - 宮津線由北近畿丹後鐵道接管，成為北近畿丹後鐵道車站。
- 2015年（平成27年）4月1日 - 由WILLER TRAINS接管車站，成為京都丹後鐵道宮豐線車站。另外，車站名稱改為兜山站。

## 車站構造
本站是地面車站，設有1面1線單式月台，豐岡方向的列車會開啟右邊車門。前往豐岡方向和宮津方向的列車使用同一月台。由於車站沒有轉轍器和絶對信號機，因此被定義為停留所。此站是無人車站。同時是宮津線唯一沒有站房的車站。此站位於一個較高的位置。

## 使用狀況
以下為近年1日平均乘車人次列表：
| 乘車人次變化 | 乘車人次變化    |
| 年度         | 1日平均乘車人次 |
| ------------ | --------------- |
| 1999         | 137             |
| 2000         | 167             |
| 2001         | 189             |
| 2002         | 186             |
| 2003         | 173             |
| 2004         | 200             |
| 2005         | 164             |
| 2006         | 149             |
| 2007         | 135             |
| 2008         | 155             |
| 2009         | 140             |
| 2010         | 131             |
| 2011         | 98              |
| 2012         | 103             |
| 2013         | 107             |
| 2014         | 93              |
| 2015         | 87              |
| 2016         | 71              |
| 2017         | 69              |
| 2018         | 71              |

## 車站周邊

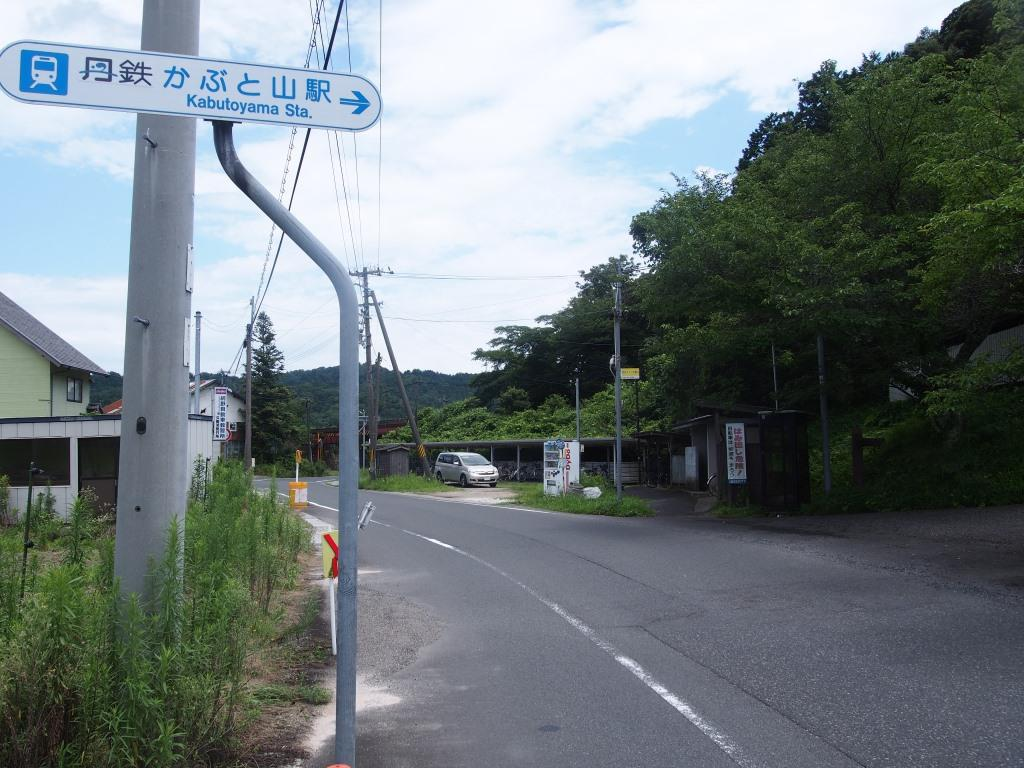
站前

- 國道178號（日语：国道178号）
- 川上谷川
- 兜山 - 兜山瞭望台
- 木下酒造

## 相鄰車站
WILLER TRAINS（京都丹後鐵道）
宮豐線（宮津線）
快速（包含「丹後路」）
通過
普通
小天橋（T22）－兜山（T23）－久美濱（T24）

## 注腳
1. ↑  . 京丹後市. 2014-06-20  [2015-11-30]. （原始内容存档于2015-12-08） （日语）.
2. ↑  京都府統計書（2005年前）
3. ↑  京丹後市統計書（2006年後）

## 外部連結
- 兜山站 （页面存档备份，存于）（日語） - 京都丹後鐵道